# Tomentella clavigera
Tomentella clavigera är en svampart som beskrevs av Litsch. 1960. Tomentella clavigera ingår i släktet Tomentella och familjen Thelephoraceae.   Inga underarter finns listade i Catalogue of Life.